# Koktajl (album Borixona)
Koktajl – ósmy studyjny album polskiego rapera Borixona, wydany 17 marca 2017 roku nakładem oficyny New Bad Label. Za mix i master odpowiada Marek Walaszek.
Gościnnie udzielili się ZetHa, Żabson oraz ReTo.
Album zadebiutował w zestawieniu OLiS na czwartym miejscu, utrzymując się w nim przez pięć tygodni. W maju 2018 roku płyta Koktajl powróciła na OLiS na tydzień na szesnastym miejscu. W lipcu 2019 nagrania uzyskały status złotej płyty.

## Lista utworów
Źródło.
1. "Czas start" (produkcja SecretRank)
2. "Yerba" (produkcja SecretRank)
3. "Jeśli zdrówko nam pozwoli" (gościnnie: ZetHa) (produkcja SecretRank)
4. "Inspiracje" (produkcja PLN.Beatz)
5. "Kończy ci się film" (gościnnie: Żabson) (produkcja SecretRank)
6. "Piękność" (produkcja PLN.Beatz)
7. "Nie płacz kochanie" (produkcja SecretRank)
8. "JackieChan" (gościnnie: ReTo) (produkcja Kubi Producent)
9. "Złe sny" (produkcja Kubi Producent)
10. "Sashimi" (produkcja Kubi Producent)
11. "Życia pół" (produkcja Kubi Producent)
12. "Sekret" (produkcja SecretRank)
13. "Bye Bye Horses" (produkcja TMK Beatz)